# Kanton Vic-sur-Cère
Der Kanton Vic-sur-Cère ist ein französischer Wahlkreis im Département Cantal und in der Region Auvergne-Rhône-Alpes. Er umfasst 23 Gemeinden im Arrondissement Aurillac. Sein bureau centralisateur ist in der Gemeinde Vic-sur-Cère.

## Geschichte
Der Kanton entstand am 4. März 1790 als Teil des damaligen „District d’Aurillac“. Mit der Gründung der Arrondissements am 17. Februar 1800 wurde der Kanton dem Arrondissement Aurillac zugeordnet und neu zugeschnitten. Von 1800 bis 2015 gehörten zwölf Gemeinden zum Kanton Vic-sur-Cère. Der Kanton wurde am 22. März 2015 im Rahmen der landesweiten Neugliederung der Kantone vergrößert. Weitere zwölf Gemeinden aus anderen Kantonen kamen hinzu. Gleichzeitig trat eine der bisherigen Gemeinden zu einem anderen Kanton über. Die Gemeinden des neuen Kantons kommen aus den Kantonen Vic-sur-Cère (11 Gemeinden), Kanton Aurillac-4 (7 Gemeinden), Arpajon-sur-Cère (4 Gemeinden) und Laroquebrou (1 Gemeinde). Daher zählt der Kanton Vic-sur-Cère seit 2015 neu 23 Gemeinden.

## Gemeinden

### Kanton Vic-sur-Cère seit 2015
Der Kanton besteht aus 23 Gemeinden mit insgesamt 11.105 Einwohnern (Stand: 1. Januar 2022) auf einer Gesamtfläche von 458,89 km²:
| Gemeinde                  | Einwohner 1. Januar 2022 | Fläche km² | Dichte Einw./km² | Code INSEE | Postleitzahl |
| ------------------------- | ------------------------ | ---------- | ---------------- | ---------- | ------------ |
| Badailhac                 | 130                      | 12,48      | 10               | 15017      | 15800        |
| Carlat                    | 390                      | 20,88      | 19               | 15028      | 15130        |
| Cros-de-Ronesque          | 147                      | 16,23      | 9                | 15058      | 15130        |
| Giou-de-Mamou             | 736                      | 14,23      | 52               | 15074      | 15130        |
| Jou-sous-Monjou           | 107                      | 6,16       | 17               | 15081      | 15800        |
| Labrousse                 | 480                      | 19,86      | 24               | 15085      | 15130        |
| Lascelle                  | 266                      | 19,10      | 14               | 15096      | 15590        |
| Mandailles-Saint-Julien   | 174                      | 35,37      | 5                | 15113      | 15590        |
| Pailherols                | 137                      | 25,98      | 5                | 15146      | 15800        |
| Polminhac                 | 1.205                    | 29,03      | 42               | 15154      | 15800        |
| Raulhac                   | 273                      | 16,98      | 16               | 15159      | 15800        |
| Saint-Cirgues-de-Jordanne | 139                      | 16,24      | 9                | 15178      | 15590        |
| Saint-Clément             | 78                       | 17,43      | 4                | 15180      | 15800        |
| Saint-Étienne-de-Carlat   | 124                      | 10,62      | 12               | 15183      | 15130        |
| Saint-Jacques-des-Blats   | 292                      | 31,48      | 9                | 15192      | 15800        |
| Saint-Simon               | 1.142                    | 27,27      | 42               | 15215      | 15130        |
| Teissières-lès-Bouliès    | 339                      | 19,51      | 17               | 15234      | 15130        |
| Thiézac                   | 596                      | 41,70      | 14               | 15236      | 15800        |
| Velzic                    | 402                      | 11,26      | 36               | 15252      | 15590        |
| Vézac                     | 1.314                    | 15,02      | 87               | 15255      | 15130        |
| Vezels-Roussy             | 131                      | 12,87      | 10               | 15257      | 15130        |
| Vic-sur-Cère              | 1.908                    | 29,37      | 65               | 15258      | 15800        |
| Yolet                     | 595                      | 9,82       | 61               | 15266      | 15130        |
| Kanton Vic-sur-Cère       | 11.105                   | 458,89     | 24               | 1514       | –            |

### Kanton Vic-sur-Cère bis 2015
Der alte Kanton Vic-sur-Cère umfasste die zwölf Gemeinden Badailhac, Carlat, Cros-de-Ronesque, Jou-sous-Monjou, Pailherols, Polminhac, Raulhac, Saint-Clément, Saint-Étienne-de-Carlat, Saint-Jacques-des-Blats, Thiézac und Vic-sur-Cère. Er führte zu der Zeit den INSEE-Code 1523.

### Bevölkerungsentwicklung des alten Kantons bis 2015
| Bevölkerungsentwicklung | Bevölkerungsentwicklung |
| Jahr                    | Einwohner               |
| ----------------------- | ----------------------- |
| 1962                    | 6.930                   |
| 1968                    | 6.563                   |
| 1975                    | 6.197                   |
| 1982                    | 6.052                   |
| 1990                    | 5.646                   |
| 1999                    | 5.365                   |
| 2006                    | 5.351                   |
| 2012                    | 5.401                   |

## Wahlen zum Rat des Départements Cantal
Bei den Wahlen am 22. März 2015 erreichte keines der fünf Kandidatenpaare eine Stimmenmehrheit. Das Gespann Annie Delrieu-Tourtoulou/Philippe Fabre (DVD) obsiegte im 2. Wahlgang gegen Michel Albisson/Stéphanie Gardes (Divers) mit einem Stimmenanteil von 55,13 % (Wahlbeteiligung:58,07 %).
| Vertreter im conseil général des Départements | Vertreter im conseil général des Départements | Vertreter im conseil général des Départements |
| Amtszeit                                      | Name                                          | Partei                                        |
| --------------------------------------------- | --------------------------------------------- | --------------------------------------------- |
| 2015–2021                                     | Annie Delrieu-Tourtoulou Philippe Fabre       | DVD                                           |